# Lista de vereadores de Itinga
Esta é uma lista de vereadores de Itinga, município brasileiro do estado de Minas Gerais.
A câmara municipal de Itinga é formada por onze cadeiras.

## Legislatura de 2021–2024
Estes são os vereadores eleitos nas eleições de 15 de novembro de 2020, pelo período de 1° de janeiro de 2021 a 31 de dezembro de 2024:
|    | Nome                                                                         | Partido                      | Votos | %    | Observações |
| -- | ---------------------------------------------------------------------------- | ---------------------------- | ----- | ---- | ----------- |
| 1  | Paulo Cardoso dos Santos, Paulinho do Sindicato (Coronel Murta, 01.04.1963–) | Progressistas (PP)           | 344   | 4,46 | 1º mandato  |
| 2  | Antônio Charles Alves, Charlim (2021) (Itinga, 26.07.1971–)                  | Solidariedade (SD)           | 339   | 4,39 | 4º mandato  |
| 3  | Elismauro Costa Gusmão, Baú da Cerâmica (Itinga, 08.01.1978–)                | Partido Social Cristão (PSC) | 301   | 3,90 | 1º mandato  |
| 4  | Marcos Marques Miranda, Marquinho Miranda (Itinga, 08.02.1973–)              | Progressistas (PP)           | 290   | 3,76 | 3º mandato  |
| 5  | Pedro Gerônimo Barbosa, Lili (Itinga, 16.03.1952–)                           | Progressistas (PP)           | 263   | 3,41 | 8º mandato  |
| 6  | Wilson dos Santos Paixão, da Ponte (Itambacuri, 08.01.1946–)                 | Progressistas (PP)           | 235   | 3,04 | 5º mandato  |
| 7  | Renato Alves Costa, de Manezinho da Ponte (Comercinho, 01.12.1976–)          | Solidariedade (SD)           | 226   | 2,93 | 2º mandato  |
| 8  | José Marcos Rodrigues Martins, Zé de Balim (Itinga, 07.08.1976–)             | Solidariedade (SD)           | 222   | 2,88 | 2º mandato  |
| 9  | José Marcos Pereira Santos, Lô da Baixinha (Itinga, 04.03.1984–)             | Partido Social Cristão (PSC) | 186   | 2,41 | 1º mandato  |
| 10 | Manoel Aparecido Ramos Costa, Professor (Medina, 06.05.1976–)                | Partido Social Cristão (PSC) | 174   | 2,25 | 1º mandato  |
| 11 | João Antônio Pereira dos Santos, de Bié (Itinga, 09.12.1967–)                | REPUBLICANOS                 | 165   | 2,14 | 1º mandato  |

## Legislatura de 2017–2020
Estes são os vereadores eleitos nas eleições de 2 de outubro de 2016, pelo período de 1° de janeiro de 2017 a 31 de dezembro de 2020:
|    | Nome                                                             | Partido                                            | Votos | %    | Observações |
| -- | ---------------------------------------------------------------- | -------------------------------------------------- | ----- | ---- | ----------- |
| 1  | João Bosco Cordeiro (Urucânia, 16.11.1950–)                      | Partido Progressista (PP)                          | 424   | 5,09 | 2º mandato  |
| 2  | Vicentino Rodrigues de Oliveira (2017) (Itinga, 26.09.1969–)     | Partido da Social Democracia Brasileira (PSDB)     | 354   | 4,25 | 3º mandato  |
| 3  | Antonio Charles Alves, Charlim (2020) (Itinga, 26.07.1971–)      | Solidariedade (SD)                                 | 304   | 3,65 | 3º mandato  |
| 4  | José Viana Alves, Rulengo (Itinga, 13.11.1961–)                  | Partido Progressista (PP)                          | 279   | 3,35 | 1º mandato  |
| 5  | Wilson dos Santos Paixão, da Ponte (Itambacuri, 08.01.1946–)     | Partido Progressista (PP)                          | 269   | 3,23 | 4º mandato  |
| 6  | Pedro Gerônimo Barbosa, Lili (2019) (Itinga, 17.03.1952–)        | Partido Verde (PV)                                 | 250   | 3,00 | 7º mandato  |
| 7  | Emerson Cordeiro de Oliveira, Mérso (Itinga, 28.10.1974–)        | Solidariedade (SD)                                 | 233   | 2,79 | 1º mandato  |
| 8  | Marcos Marques Miranda, Marquinho (2018) (Itinga, 08.02.1973–)   | Partido do Movimento Democrático Brasileiro (PMDB) | 232   | 2,78 | 2º mandato  |
| 9  | Aécio Soares de Abreu, Irmão (Itinga, 15.03.1970–)               | Partido Humanista da Solidariedade (PHS)           | 190   | 2,28 | 1º mandato  |
| 10 | Renato Alves Costa (Comercinho, 01.12.1976–)                     | Partido Humanista da Solidariedade (PHS)           | 187   | 2,24 | 1º mandato  |
| 11 | José Marcos Rodrigues Martins, Zé de Balim (Itinga, 07.08.1976–) | Partido Republicano Brasileiro (PRB)               | 127   | 1,52 | 1º mandato  |

## Legislatura de 2013–2016
Estes são os vereadores eleitos nas eleições de 7 de outubro de 2012, pelo período de 1° de janeiro de 2013 a 31 de dezembro de 2016:
|   | Nome                                                              | Partido                                            | Votos | %    | Observações |
| - | ----------------------------------------------------------------- | -------------------------------------------------- | ----- | ---- | ----------- |
| 1 | Antonio Charles Alves, Charlin de Lurdes (Itinga, 26.07.1971–)    | Partido dos Trabalhadores (PT)                     | 400   | 5,14 | 2º mandato  |
| 2 | João Bosco Cordeiro (Urucânia, 16.11.1950–)                       | Partido Socialista Brasileiro (PSB)                | 392   | 5,04 | 1º mandato  |
| 3 | Pedro Gerônimo Barbosa, Lili (Itinga, 17.03.1952–)                | Partido Verde (PV)                                 | 382   | 4,91 | 6º mandato  |
| 4 | Jackson Nunes Barbosa, Nem Guerreiro (Itinga, 20.11.1974–)        | Partido Progressista (PP)                          | 356   | 4,58 | 1º mandato  |
| 5 | Lucas Rodrigues Pego (Itinga, 26.01.1977–)                        | Partido Progressista (PP)                          | 294   | 3,78 | 1º mandato  |
| 6 | Wanderson Cardoso Moreira, Juninho da Ponte (Itinga, 27.11.1981–) | Partido Trabalhista Brasileiro (PTB)               | 263   | 3,38 | 1º mandato  |
| 7 | Natalino Figueiredo Paulino Filho, Nonoca (Itinga, 18.04.1951–)   | Partido do Movimento Democrático Brasileiro (PMDB) | 244   | 3,14 | 1º mandato  |
| 8 | Marilania Souza Miranda, Lane Barto (Rubelita, 31.05.1973–)       | Partido Social Democrático (PSD)                   | 216   | 2,78 | 1º mandato  |
| 9 | Uilson Nedi Souza Lima, Nedino (Itinga, 14.02.1972–)              | Partido Trabalhista Brasileiro (PTB)               | 190   | 2,44 | 1º mandato  |

## Legislatura de 2009–2012
Estes são os vereadores eleitos nas eleições de 5 de outubro de 2008, pelo período de 1° de janeiro de 2009 a 31 de dezembro de 2012:
|   | Nome                                                                               | Partido                                            | Votos | %    | Observações |
| - | ---------------------------------------------------------------------------------- | -------------------------------------------------- | ----- | ---- | ----------- |
| 1 | Antonio Charles Alves, Charlin de Lurdes do Sindicato (2010) (Itinga, 26.07.1971–) | Partido dos Trabalhadores (PT)                     | 443   | 5,76 | 1º mandato  |
| 2 | Carlos Magdo Moreira Coutinho, Carlão (Itinga, 26.03.1971–)                        | Partido Socialista Brasileiro (PSB)                | 384   | 4,99 | 1º mandato  |
| 3 | Pedro Gerônimo Barbosa, Lili (Itinga, 17.03.1952–)                                 | Partido Verde (PV)                                 | 338   | 4,40 | 5º mandato  |
| 4 | Vicentino Rodrigues de Oliveira, Tino (Itinga, 26.09.1969–)                        | Partido do Movimento Democrático Brasileiro (PMDB) | 328   | 4,27 | 2º mandato  |
| 5 | Manoel Cardoso de Brito, de Eurico (2009) (Santana do Jacaré, 05.04.1958–)         | Partido dos Trabalhadores (PT)                     | 311   | 4,04 | 2º mandato  |
| 6 | Wilson dos Santos Paixão, da Ponte (Itambacuri, 08.01.1946–)                       | Partido dos Trabalhadores (PT)                     | 310   | 4,03 | 3º mandato  |
| 7 | Estela Gomes da Silva, do PT (Rubelita, 05.03.1961–)                               | Partido dos Trabalhadores (PT)                     | 290   | 3,77 | 1º mandato  |
| 8 | Marcos Marques Miranda, Marquinhos (Itinga, 08.02.1973–)                           | Partido Comunista do Brasil (PCdoB)                | 248   | 3,23 | 1º mandato  |
| 9 | Clóvis Ribeiro Alves, Clovinho (Itinga, 09.05.1966–)                               | Democratas (DEM)                                   | 199   | 2,59 | 1º mandato  |

## Legislatura de 2005–2008
Estes são os vereadores eleitos nas eleições de 3 de outubro de 2004, pelo período de 1° de janeiro de 2005 a 31 de dezembro de 2008:
|   | Nome                                                                 | Partido                                            | Votos | %    | Observações |
| - | -------------------------------------------------------------------- | -------------------------------------------------- | ----- | ---- | ----------- |
| 1 | Hermelino Ribeiro Evangelista, Mila (Itinga, 05.07.1966–26.07.2007)  | Partido Verde (PV)                                 | 562   | 7,53 | 4º mandato  |
| 2 | Pedro Gerônimo Barbosa, Lili (2006) (Itinga, 17.03.1952–)            | Partido Trabalhista Brasileiro (PTB)               | 456   | 6,11 | 4º mandato  |
| 3 | Maria Lurdes Alves Gusmão, do Sindicato (2005) (Itinga, 07.04.1951–) | Partido dos Trabalhadores (PT)                     | 351   | 4,70 | 1º mandato  |
| 4 | Estela Gomes da Silva (Rubelita, 05.03.1961–)                        | Partido dos Trabalhadores (PT)                     | 300   | 4,02 | 1º mandato  |
| 5 | Sebastião José Alves Gonçalves, Zé Pinheiro (Itinga, 23.12.1960–)    | Partido Liberal (PL)                               | 298   | 3,99 | 2º mandato  |
| 6 | Gerson Rocha, Soldado (Monjolos, 08.08.1963–)                        | Partido Comunista do Brasil (PCdoB)                | 294   | 3,94 | 1º mandato  |
| 7 | Wilson dos Santos Paixão, da Ponte (Itambacuri, 08.01.1946–)         | Partido dos Trabalhadores (PT)                     | 269   | 3,60 | 2º mandato  |
| 8 | Manoel Cardoso de Brito, de Eurico (Itinga 05.04.1958–)              | Partido dos Trabalhadores (PT)                     | 264   | 3,54 | 1º mandato  |
| 9 | Vicentino Rodrigues de Oliveira, Tino (Itinga, 26.09.1969–)          | Partido do Movimento Democrático Brasileiro (PMDB) | 261   | 3,50 | 1º mandato  |

## Legislatura de 2001–2004
Estes são os vereadores eleitos nas eleições de 1º de outubro de 2000, pelo período de 1° de janeiro de 2001 a 31 de dezembro de 2004:
|    | Nome                                                                 | Partido                                        | Votos | %    | Observações |
| -- | -------------------------------------------------------------------- | ---------------------------------------------- | ----- | ---- | ----------- |
| 1  | Pedro Gerônimo Barbosa, Lili (Itinga, 17.03.1952–)                   | Partido Trabalhista Brasileiro (PTB)           | 458   | 6,81 | 3º mandato  |
| 2  | Sebastião José Alves Gonçalves, Pinheiro (Itinga, 23.12.1960–)       | Partido Popular Socialista (PPS)               | 349   | 5,19 | 1º mandato  |
| 3  | Hermelino Ribeiro Evangelista (2002) (Itinga, 05.07.1966–26.07.2007) | Partido Socialista Brasileiro (PSB)            | 277   | 4,12 | 3º mandato  |
| 4  | Josaphat Versiani Gusmão (2003) (Itinga, 20.10.1962–)                | Partido Trabalhista Brasileiro (PTB)           | 239   | 3,55 | 2º mandato  |
| 5  | Wilson dos Santos Paixão, da Ponte (Itambacuri, 08.01.1946–)         | Partido Social Democrático (PSD)               | 221   | 3,28 | 1º mandato  |
| 6  | José Viana Alves (Itinga, 13.11.1961–)                               | Partido Social Democrático (PSD)               | 213   | 3,17 | 1º mandato  |
| 7  | Sérgio Soares Souza, Serjão (Itinga, 11.08.1974–)                    | Partido dos Trabalhadores (PT)                 | 212   | 3,15 | 1º mandato  |
| 8  | Deusálvaro Tiago Gomes (2001) (Itinga, 19.06.1959–)                  | Partido Popular Socialista (PPS)               | 195   | 2,90 | 1º mandato  |
| 9  | João Manoel Evangelista Dutra (Itinga, 26.07.1953–)                  | Partido Trabalhista Brasileiro (PTB)           | 187   | 2,78 | 1º mandato  |
| 10 | Valdirene Souza Dias Rocha (Comercinho, 12.12.1967–)                 | Partido Comunista do Brasil (PCdoB)            | 181   | 2,69 | 1º mandato  |
| 11 | Marcos Elias Marcos Neto (Itinga, 07.01.1971–)                       | Partido da Social Democracia Brasileira (PSDB) | 176   | 2,62 | 1º mandato  |

## Legislatura de 1997–2000
Estes são os vereadores eleitos nas eleições de 3 de outubro de 1996, pelo período de 1° de janeiro de 1997 a 31 de dezembro de 2000:
|    | Nome                                                                 | Partido                                            | Votos | %     | Observações |
| -- | -------------------------------------------------------------------- | -------------------------------------------------- | ----- | ----- | ----------- |
| 1  | Arlete Maria Batista Santos (Itinga, 10.05.1942–)                    | Partido dos Trabalhadores (PT)                     | 641   | 10,54 | 2º mandato  |
| 2  | Sebastião de Jesus da Silva Ribeiro (Itinga, 30.09.1963–)            | Partido dos Trabalhadores (PT)                     | 404   | 6,64  | 1º mandato  |
| 3  | Alírio Ramos da Silva (Itinga, 03.09.1949–)                          | Partido dos Trabalhadores (PT)                     | 383   | 6,30  | 1º mandato  |
| 4  | Adhemar Marcos Filho (2000) (Araçuaí, 03.01.1969–)                   | Partido da Social Democracia Brasileira (PSDB)     | 334   | 5,49  | 2º mandato  |
| 5  | Pedro Gerônimo Barbosa (Itinga, 17.03.1952–)                         | Partido da Social Democracia Brasileira (PSDB)     | 328   | 5,39  | 2º mandato  |
| 6  | Hermelino Ribeiro Evangelista (1998) (Itinga, 05.07.1966–26.07.2007) | Partido Socialista Brasileiro (PSB)                | 283   | 4,65  | 2º mandato  |
| 7  | Luiz Gonzaga Franca (Itinga, 19.06.1950–)                            | Partido da Social Democracia Brasileira (PSDB)     | 260   | 4,27  | 2º mandato  |
| 8  | Antônio de Jesus Vieira Mendes (Itinga, 18.04.1950–)                 | Partido do Movimento Democrático Brasileiro (PMDB) | 235   | 3,86  | 1º mandato  |
| 9  | João Bosco Cordeiro (Urucânia, 16.11.1950–)                          | Partido do Movimento Democrático Brasileiro (PMDB) | 229   | 3,76  | 1º mandato  |
| 10 | Josaphat Versiani Gusmão (Itinga, 20.10.1962–)                       | Partido da Frente Liberal (PFL)                    | 184   | 3,02  | 1º mandato  |
| 11 | Maria Aparecida Freire de Andrade                                    | Partido dos Trabalhadores (PT)                     | 166   | 2,73  | 1º mandato  |

## Legislatura de 1993–1996
Estes são os vereadores eleitos nas eleições de 3 de outubro de 1992, pelo período de 1° de janeiro de 1993 a 31 de dezembro de 1996:
|    | Nome                                                          | Partido                        | Votos | Observações |
| -- | ------------------------------------------------------------- | ------------------------------ | ----- | ----------- |
| 1  | Amilcar Gonçalves Sicupira                                    |                                |       | 1º mandato  |
| 2  | Hermelino Ribeiro Evangelista (Itinga, 05.07.1966–26.07.2007) |                                |       | 1º mandato  |
| 3  | Idalino José Vital (Itanhém, 08.08.1951–)                     |                                |       | 1º mandato  |
| 4  | Henrique Rodrigues Brito                                      |                                |       | 1º mandato  |
| 5  | Sebastião Pereira da Cruz                                     |                                |       | 1º mandato  |
| 6  | Hélio Chaves Melo                                             |                                |       | 1º mandato  |
| 7  | Orozimbo Santana (Itinga, 03.01.1943–)                        |                                |       | 1º mandato  |
| 8  | Arlete Maria Batista Santos (Itinga, 10.05.1942–)             | Partido dos Trabalhadores (PT) |       | 1º mandato  |
| 9  | Pedro Gerônimo Barbosa (Itinga, 17.03.1952–)                  |                                |       | 1º mandato  |
| 10 | Deusálvaro Tiago Gomes (Itinga, 19.06.1959–)                  |                                |       | 1º mandato  |
| 11 | Eduardo Vieira Leal                                           |                                |       | 1º mandato  |
| 12 | Adhemar Marcos Filho                                          |                                |       | 1º mandato  |

## Legislatura de 1989–1992
Estes são os vereadores eleitos nas eleições de 15 de novembro de 1988, pelo período de 1° de janeiro de 1989 a 31 de dezembro de 1992:
|    | Nome                                               | Partido | Votos | Observações |
| -- | -------------------------------------------------- | ------- | ----- | ----------- |
| 1  | Maria Lúcia Miranda Oliveira (Itinga, 06.01.1955–) |         |       |             |
| 2  | Ezequiel Gonçalves de Souza (Itinga, 27.07.1947–)  |         |       |             |
| 3  | Miguel Pereira de Souza (Itinga, 29.09.1945–)      |         |       |             |
| 4  | Geraldo Pereira dos Santos (Itinga, 04.07.1934–)   |         |       |             |
| 5  | Antônio Rodrigues Pêgo (Itinga, 14.08.1935–)       |         |       |             |
| 6  | José Geneci de Melo (Sairé, 04.06.1956–)           |         |       |             |
| 7  | Gentil Alves dos Santos                            |         |       |             |
| 8  | Luiz Gonzaga Franca (Itinga, 19.06.1950–)          |         |       |             |
| 9  | Albertino Pereira Rodrigues (Itinga, 11.12.1941–)  |         |       |             |
| 10 | Herua José Amin Lauar                              |         |       |             |
| 11 | Raimundo Dutra de Menezes                          |         |       |             |

## Legenda
| cor  | significado          |
| Bege | Presidente da Câmara |
| Azul | Suplente             |